# Barry Leitch
Barry Leitch (nacido el 27 de abril de 1970 en Strathaven, Escocia) es un compositor de música de videojuegos escocés, responsable de la música de muchos juegos que abarcan varias consolas y Computadoras personales. El más notable es su trabajo de videojuegos Gauntlet Legends, Gauntlet Dark Legacy,  Top Gear y Rush.

## Videojuegos
- The Addams Family (Game Boy, NES - Ocean)
- Airborne Ranger (Atari ST, Amiga - Microprose)
- American Gladiators (Atari ST, Amiga, Genesis, SNES - Gametek)
- Back to the Future 3 (C64 - Probe - no publicado)
- Battlefield (C64 - Atlantis Software)
- Boss Rally (PC)
- BSS Jane Seymour (PC - Gremlin Graphics)
- Butcher Hill (Amiga - Gremlin Graphics)
- Captain Blood (Spectrum - Infogrames)
- Captain Courageous (C64 - English Software)
- Championship Manager (PC - Domark)
- Combo Racer (Amiga - Gremlin Graphics)
- Daemonsgate (Atari ST, Amiga, PC - Gremlin Graphics)
- Demoniak (PC - Bitmap Brothers)
- Dna Warrior (Amiga - ACE)
- Double Dragon (C64 Console - Gremlin Graphics)
- Drakan: Order of the Flame (PC - Psygnosis)
- Eek the Cat (SNES - Ocean)
- Emlyn Hughes International Soccer (C64 - Audiogenic Software 1988)
- Ferrari Formula One (C64, Atari ST, Spectrum, PC - Electronic Arts 1990)
- Fiendish Freddy's Big Top O' Fun (C64, Spectrum, Amstrad)
- F.O.F.T. (PC - Gremlin Graphics)
- Frankenstein (Amiga - Enigma Variations - posiblemente nunca lanzado)
- Gadget Twins (Atari ST, Amiga, Genesis, SNES - Gametek)
- Gauntlet Dark Legacy (Atari ST)
- Gauntlet Legends (Atari ST)
- Gemini Wing (C64, Atari ST, Amiga, Spectrum, Amstrad - The Sales Curve 1988)
- Gilbert (C64, Atari ST, Amiga, Spectrum, Amstrad - Enigma Variations 1989)
- Hero Quest (C64, Atari ST, Amiga, Spectrum, Amstrad, PC - Gremlin Graphics)
- Horizon Chase (Android, iOS - Aquiris)
- Horizon Chase Turbo (PS4, PC, Xbox One,  Switch - Aquiris)
- Horizon Chase 2 (PS4, PS5, PC, Apple Arcade, Xbox One, Xbox Series X|S,  Switch - Aquiris)
- Humans (Atari ST, Amiga, PC, Genesis, SNES, Lynx - Mirage)
- Icups (C64 - Odin Software)
- Imperium (PC - Electronic Arts)
- Impossamole (C64, Atari ST, Amiga, Spectrum, Amstrad, PC - Gremlin Graphics)
- Inferno (PC - Ocean)
- Jack Nicklaus Golf (NES - Gremlin Graphics)
- Jane's Apache Longbow (PC CD Audio - Electronic Arts) Kick Off 2 (Game Boy, NES - Anco)
- Kill Team (PlayStation, Sega Saturn - no publicado)
- Legacy (PC - no publicado)
- Lethal Weapon (Atari ST, Amiga, SNES - Ocean)
- Lords of Chaos (PC - no publicado)
- Lotus Turbo Challenge 2 (Atari ST, Amiga - Gremlin Graphics)
- Marauder (C64 - Hewson Consultants 1988)
- Microprose Soccer (Atari ST, Amiga, Spectrum, Amstrad - Microprose)
- Mindbender (PC - Gremlin Graphics)
- Necromancer (Amiga, PC)
- Nightbreed (RPG) (C64, Spectrum, Amstrad - Ocean)
- Ocean Football (Amiga - Ocean)
- Pegasus (Atari ST, Amiga - Gremlin Graphics)
- Pitfighter (PC - Domark)
- Postman Pat (C64, Spectrum, Amstrad - Enigma Variations)
- Powermonger (PC - Electronic Arts)
- Premier League (Amiga - Ocean)
- The President is Missing (Atari ST, Amiga - Cosmi)
- Privateer Missions (PC - Origin Systems)
- Prophecy the Viking Child (Atari ST, Amiga, Lynx - Gametek)
- Ragnarok (Atari ST, Amiga, PC - Gremlin Graphics)
- Ratpack (Atari ST, Amiga, Spectrum, Amstrad, PC - Microprose)
- Redline': (Atari ST, Amiga, PC - Gremlin Graphics)
- Robocop 3 (PC - Ocean)
- Rock 'n' Roll (Atari ST, Spectrum, Amstrad)
- Rush 2 (N64 - Atari)
- Savage Empire (Genesis, SNES - Pony Canyon/FCI/Origin Systems)
- Shadow (PC)
- Shockway Rider (Atari ST, Amiga - Faster Than Light)
- Shoe People (Atari ST, Amiga, PC - Gremlin Graphics)
- Shut It (PC - Ocean)
- Silkworm (C64, Atari ST, Amiga, Spectrum, Amstrad - Sales Curve)
- Sleepwalker (Amiga CD ROM - Ocean)
- Soccer (Atari ST, Amiga - Gremlin Graphics)
- Space Crusade (C64, Amiga, PC)
- Speedball 2 (PC - Bitmap Brothers)
- Spider: The Video Game (PlayStation, Sega Saturn - Boss Game Studios)
- Starglider 2 (Spectrum - Firebird)
- Stratego (C64, Atari ST, Amiga - Accolade)
- Switchblade (C64 - Gremlin Graphics)
- Switchblade 2 (Atari ST, Amiga - Gremlin Graphics)
- Super Cars (NES - Gremlin Graphics)
- Super Cars 2 (Atari ST, Amiga - Gremlin Graphics)
- Super Dragon Slayer (C64 - Codemasters)
- Supremacy (PC - Probe)
- Suspicious Cargo (Atari ST, Amiga - Gremlin Graphics)
- Suzuki (PC - Gremlin Graphics)
- Tank (Virtual Boy - no publicado)
- TFX (Amiga, PC - Ocean)
- Top Gear (SNES - Gremlin Graphics)
- Top Gear Rally (Nintendo 64 - Boss Game Studios)
- Toyota Celica GT Rally (PC - Gremlin Graphics)
- Treasure Trap (C64, Atari ST, Amiga, PC)
- Twisted Edge Snowboarding (N64-Boss Game Studios)
- Universal Studios Classic Monsters (Atari ST, Amiga - Ocean)
- Utopia: The Creation of a Nation (Atari ST, Amiga, PC - Gremlin Graphics)
- Wayne Gretzky's Hockey 99 (N64-Atari)
- Weird Dreams (C64, PC - Firebird)
- Wheel of Fortune (NES - Gametek)
- Wing Commander 2 (Genesis, SNES - Origin Systems)
- Wing Commander 3 (PC (en el diálogo de vuelo) - Origin Systems)
- Wings of Glory (PC - Origin Systems)
- Xenophobe (C64, Atari ST, Amiga, Spectrum, Amstrad - Microstyle)
- Xiphos (Atari ST, Amiga, PC)
- Zone Warrior (C64, Atari ST, Amiga - Electronic Arts)